# Зеломићи (Коњиц)
Зеломићи су насељено мјесто у Босни и Херцеговини у општини Коњиц које административно припада Федерацији Босне и Херцеговине. Према попису становништва из 1991. у насељу је живјело 64 становника.

## Становништво
По последњем службеном попису становништва из 1991. године, у насељу Зеломићи живела су 64 становника. Већина становника су били Муслимани.
| Националност | 1991.       | 1981. | 1971. |
| Муслимани    | 61 (95,31%) |       |       |
| Срби         | 3 (4,69%)   |       |       |
| Укупно       | 64          |       |       |

| Демографија | Демографија | Демографија |
| Година      | Становника  | Становника  |
| ----------- | ----------- | ----------- |
| 1961.       | 145         |             |
| 1971.       | 131         |             |
| 1981.       | 88          |             |
| 1991.       | 64          |             |

1. ↑  За садашњи статус Муслимана види чланак Муслимани.